# Senatswahl in Tschechien 2004
Bei der Senatswahl in Tschechien 2004 wurde ein Drittel des Senats des Parlaments der Tschechischen Republik neu gewählt. Der erste Wahlgang fand am 5. und 6. November 2004 statt, der zweite am 12. und 13. November 2004.

## Wahlverfahren
Alle zwei Jahre werden ein Drittel der 81 Senatssitze (27 Sitze) für sechs Jahre neu besetzt. Dabei standen 2004 die Sitze der Wahlkreise 1, 4, 7, …, 79 zur Wahl. Der Senat wird in Einerwahlkreisen per Mehrheitswahl gewählt. Erhält keiner der Kandidaten eine absolute Mehrheit der Stimmen im ersten Wahlgang, findet eine Stichwahl zwischen den beiden bestplatzierten Kandidaten statt.

## Ergebnisse

### Zusammenfassung
Die oppositionelle Demokratische Bürgerpartei (ODS) war die klare Siegerin der Wahl, in dem sie 18 von 27 zur Wahl stehenden Sitze sichern konnte. Damit steigerte sie sich um 10 Sitze (einschließlich der Ersatzwahlen seit 2002) auf neu 36 von 81 Sitzen.
Die Sozialdemokraten (ČSSD) konnte mit dem Wechsel des Ministerpräsidenten zu Stanislav Gross den Abwärtstrend nicht stoppen und konnten keinen einzigen Sitz verteidigen. Ihr verblieben noch 7 Sitze aus den Wahlkreisen ohne Neuwahl.
Leichte Verluste hatten die Koalitionspartner der ČSSD zu verzeichnen. Die KDU-ČSL und die US-DEU erhielten bei je einem Sitzverlust noch 14 bzw. 9 Senatssitze. Dabei profitierten diese auch von Parteiübertritten von der ODA, die bereits bei der Abgeordnetenhauswahl 2002 nur noch 0,5 % erhalten hatte.
Die KSČM erhielt zwar die zweitmeisten Stimmen im ersten Wahlgang und trat in neun Stichwahlen an, konnte aber nur eine davon für sich entscheiden.
- KSČM: 2
- ČSSD: 7
- Unabh.: 2
- Sonst.: 6
- SZ: 1
- SNK: 3
- US: 9
- KDU: 14
- ODA: 1
- ODS: 36

| Partei | Partei                                                                  | Erster Wahlgang | Erster Wahlgang | Zweiter Wahlgang | Zweiter Wahlgang | Sitze ohne Neuwahl | Sitze insgesamt | ±   |
| Partei | Partei                                                                  | Stimmen (in %)  | Sitze           | Stimmen (in %)   | Sitze            | Sitze ohne Neuwahl | Sitze insgesamt | ±   |
| ------ | ----------------------------------------------------------------------- | --------------- | --------------- | ---------------- | ---------------- | ------------------ | --------------- | --- |
|        | Občanská demokratická strana (ODS)                                      | 33,27           | 1               | 53,85            | 17               | 18                 | 36              | +10 |
|        | Komunistická strana Čech a Moravy (KSČM)                                | 17,37           | 0               | 13,60            | 1                | 1                  | 2               | −1  |
|        | Křesťanská a demokratická unie – Československá strana lidová (KDU-ČSL) | 13,52           | 0               | 11,38            | 3                | 11                 | 14              | −1  |
|        | Česká strana sociálně demokratická (ČSSD)                               | 12,48           | 0               | 5,20             | 0                | 7                  | 7               | −4  |
|        | Nezávislí (NEZ)                                                         | 4,95            | 0               | 1,53             | 1                | 1                  | 2               | ±0  |
|        | Unie svobody – Demokratická unie (US-DEU)                               | 3,65            | 0               | 5,00             | 1                | 8                  | 9               | −1  |
|        | Sdružení nezávislých kandidátů – Evropští demokraté (SNK-ED)            | 2,83            | 0               | 3,36             | 1                | 2                  | 3               | +1  |
|        | Spojení demokraté – Sdružení nezávislých (SD-SN)                        | 2,41            | 0               | 1,71             | 1                | 0                  | 1               | +1  |
|        | Strana zelených (Zelení)                                                | 0,98            | 0               | 2,78             | 1                | 0                  | 1               | +1  |
|        | Liberální reformní strana (LiDE)                                        | 0,94            | 0               |                  |                  | 1                  | 1               | ±0  |
|        | Cesta změny (CZ)                                                        | 0,49            | 0               |                  |                  | 1                  | 1               | ±0  |
|        | Občanská demokratická aliance (ODA)                                     | 0,07            | 0               |                  |                  | 1                  | 1               | −4  |
|        | Hnutí nezávislých za harmonický rozvoj obcí a měst (HNHRM)              | 0,02            | 0               |                  |                  | 1                  | 1               | ±0  |
|        | Unabhängige                                                             | 2,83            | 0               |                  |                  | 2                  | 2               | −2  |
|        | Sonstige Parteien                                                       | 4,17            | 0               | 1,59             | 0                | 0                  | 0               | ±0  |
| Total  | Total                                                                   | 100,00          | 1               | 100,00           | 26               | 54                 | 81              | ±0  |

### Wahlkreisergebnisse

Wahlkreisgewinner nach Parteizugehörigkeit

|  | Občanská demokratická strana Křesťanská a demokratická unie – Československá strana lidová Komunistická strana Čech a Moravy Unie svobody – Demokratická unie Sdružení nezávislých kandidátů – Evropští demokraté Spojení demokraté – Sdružení nezávislých Strana zelených Česká strana sociálně demokratická Občanská demokratická aliance Sonstige Parteien / Parteilose |

| Wahlkreis            | Wahlkreissieger | Wahlkreissieger | Wahlkreissieger     | Gegner (Stichwahl) | Gegner (Stichwahl) | Gegner (Stichwahl)     | % der Stimmen (Stichwahl) |
| Wahlkreis            | Partei          | Partei          | Name                | Partei             | Partei             | Name                   | % der Stimmen (Stichwahl) |
| -------------------- | --------------- | --------------- | ------------------- | ------------------ | ------------------ | ---------------------- | ------------------------- |
| 1 – Karlovy Vary     |                 | SD-SN           | Jan Horník          |                    | ODS                | Václav Heřman          | 58,18                     |
| 4 – Most             |                 | KSČM            | Vlastimil Balín     |                    | ODS                | Jana Jeníčková         | 52,42                     |
| 7 – Plzeň-město      |                 | ODS             | Jiří Šneberger      |                    |                    |                        | 50,52 (1. Wahlgang)       |
| 10 – Český Krumlov   |                 | ODS             | Tomáš Jirsa         |                    | KSČM               | Miloslav Šimánek       | 71,51                     |
| 13 – Tábor           |                 | ODS             | Pavel Eybert b      |                    | ČSSD               | Stanislav Kázecký      | 65,25                     |
| 16 – Beroun          |                 | ODS             | Jiří Oberfalzer     |                    | KDU-ČSL            | Tomáš Jedlička         | 60,47                     |
| 19 – Prag 11         |                 | ODS             | Jan Nádvorník       |                    | SNK-ED             | Petr Jirava            | 55,04                     |
| 22 – Prag 10         |                 | Zelení          | Jaromír Štětina     |                    | ODS                | Jan Malypetr           | 55,32                     |
| 25 – Prag 6          |                 | US-DEU c        | Karel Schwarzenberg |                    | ODS                | Marie Kousalíková      | 41,83                     |
| 28 – Mělník          |                 | ODS             | Jiří Nedoma         |                    | SeVo               | Radim Uzel             | 56,27                     |
| 31 – Ústí nad Labem  |                 | ODS             | Pavel Sušický       |                    | KSČM               | Jaroslav Doubrava b    | 56,26                     |
| 34 – Liberec         |                 | ODS             | Přemysl Sobotka b   |                    | KSČM               | Josef Vondruška        | 72,54                     |
| 37 – Jičín           |                 | ODS             | Jiří Liška b        |                    | KSČM               | Vladimír Jeník         | 71,40                     |
| 40 – Kutná Hora      |                 | ODS             | Bedřich Moldan      |                    | ČSSD               | Běla Hejná             | 51,22                     |
| 43 – Pardubice       |                 | ODS             | Jiří Stříteský      |                    | US-DEU             | Jaroslava Moserová b d | 53,84                     |
| 46 – Ústí nad Orlicí |                 | KDU-ČSL         | Ludmila Müllerová   |                    | ODS                | Jiří Čepelka           | 50,15                     |
| 49 – Blansko         |                 | ODS             | Vlastimil Sehnal    |                    | KSČM               | Zuzka Rujbrová         | 54,76                     |
| 52 – Jihlava         |                 | KDU-ČSL         | Václav Jehlička d   |                    | ODS                | Erich Janderka         | 66,34                     |
| 55 – Brno-město      |                 | ODS             | Tomáš Julínek b     |                    | KSČM               | Iljič Procházka        | 66,68                     |
| 58 – Brno-město      |                 | KDU-ČSL         | Rotislav Slavotínek |                    | ODS                | Karel Jarůšek          | 52,77                     |
| 61 – Olomouc         |                 | ODS             | Jan Hálek           |                    | ČSSD               | Martin Tesařík         | 55,74                     |
| 64 – Bruntál         |                 | ODS             | Jiří Žák            |                    | KSČM               | Rostislav Harazin b    | 53,37                     |
| 67 – Nový Jičín      |                 | ODS             | Milan Bureš         |                    | KDU-ČSL            | Jaroslav Šula b        | 52,54                     |
| 70 – Ostrava-město   |                 | NEZ             | Liana Janáčková     |                    | ODS                | Hana Heráková          | 56,73                     |
| 73 – Frýdek-Místek   |                 | SNK-ED          | Igor Petrov         |                    | KDU-ČSL            | Emil Škrabiš b         | 59,55                     |
| 76 – Kroměříž        |                 | ODS             | Zdeněk Janalík      |                    | KSČM               | Ludmila Štaudnerová    | 56,86                     |
| 79 – Hodonín         |                 | ODS             | Alena Venhodová     |                    | KDU-ČSL            | Josef Kaňa b           | 57,72                     |